# Ri (Orne)
Ri é uma comuna francesa na região administrativa da Normandia, no departamento Orne. Estende-se por uma área de 7,24 km². Em 2010 a comuna tinha 167 habitantes (densidade: 23,1 hab./km²).